# Битка код Молвица
Битка код Молвица вођена је 10. априла 1741. године између пруске војске под краљем Фридрихом II Великим и Куртом Шверином са једне и аустријске војске под Вилхелмом Најпергом са друге стране. То је прва битка Рата за аустријско наслеђе, а завршена је победом Пруске. 

## Битка
Пруска армија бројала је 16.000 пешака, 4600 коњаника и 53 топа. Она је ујутро 10. априла напустила логор код Погарела и у пет колона кренула према Молвицу, селу у Пољској, у Вроцлавском округу, како би напала Аустријанце под Најпергом (9000 пешака, 8000 коњаника и 19 топова). До 13 часова и 30 минута када су отпочели напад, пруска пешадија заузела је борбени поредак између Хермсдорфа и Нојдорфа, а коњица на левом крилу између Малог и Конрадсвалдауског потока. У то време Аустријанци су имали североисточно од Молвица само 6 коњичких пукова, а пешадија и 5 коњичких пукова су били у покрету од Лаугвица и Берцдорфа ка положајима јужно од Молвица. Мада је у почетку одбачена аустријска лака пешадија, аустријска коњица успела је да одбаци пруску коњицу и да изазове пометњу у редовима пруске пешадије. Но, она се брзо средила и наставила напад. Пошто је ускоро напало и одморно пруско лево крило, аустријска пешадија је одступила у нереду све до Гродкува. Пруски су имали око 4850, а Аустријанци око 4550 погинулих, рањених и заробљених. 